# Нив, Эран
Эра́н Нив (ивр. ערן ניב‎; род. 8 июля 1970, Эрез, Израиль) — генерал-майор Армии обороны Израиля, в последней должности: глава Управления информационных технологий, коммуникаций и кибернетической обороны Генерального штаба Армии обороны Израиля (с января 2022 по октябрь 2024 года).

## Биография
Эран Нив родился и вырос в кибуце Эрез на юге Израиля около сектора Газа в семье Аарона (Аарле) Нива (урождённого Хабински) (25 января 1930 — 27 января 2009) и Йосифы Нив (урождённой Трипольски).
Родители Нива были выходцами из рядов бойцов «Пальмаха», и его отец принимал участие в Войне за независимость Израиля, помимо прочего в бою у Хирбат-Карикур.

### Военная карьера
В 1989 году был призван на службу в Армию обороны Израиля, начал службу в рамках программы выходцев из сельскохозяйственных поселений (ивр. מסלול בני משקים‎) в 50-м батальоне («Десантируемый Нахаль») воздушно-десантной бригады «Цанханим». Прошёл подготовку в качестве бойца и командира отделения бригады; окончание курса командиров отделений совпало по времени с переводом программы выходцев из сельскохозяйственных поселений в распоряжение пехотной бригады «Нахаль», и Нив был распределён командиром отделения в 932-м батальоне бригады «Нахаль».
После окончания офицерских курсов вернулся в 932-й батальон на должность командира взвода, а затем служил командиром отряда в противотанковой роте разведбатальона бригады «Нахаль». После этого командовал ротой, сначала в 932-м батальоне, а затем в 50-м батальоне бригады «Нахаль». С 1997 по 1999 год возглавлял противотанковую роты разведбатальона бригады «Нахаль», в этой должности принимал участие в боевых действиях в южном Ливане. Затем вышел на учёбу в Колледже полевого и штабного командного состава.
В 2001 году был повышен в звании до подполковника (сган-алуф) и вступил на должность командира 931-го батальона бригады «Нахаль». Командовал батальоном в рамках деятельности против палестинского террора на Западном берегу реки Иордан в ходе Интифады Аль-Аксы. Через полторы недели после вступления батальона под руководством Нива на боевое дежурство в Хевроне, 15 ноября 2002 года, боевиками «Палестинского исламского джихада» была устроена засада в переулке на дороге, ведущей из Кирьят-Арбы к Пещере Патриархов, в результате чего погибли 12 израильтян, включая командира территориальной бригады «Йехуда» полковника Дрора Вайнберга. Нив выдвинулся на место событий из дома по получении сообщения об инциденте и, обойдя боевиков с флангов вместе с организованным им отрядом, уничтожил боевиков.
В другом инциденте в январе 2013 года Нив лично преследовал и уничтожил террориста, участвовавшего в убийстве израильского гражданина Нетанеля Озери окола Хеврона. Исполнял должность командира батальона до 2003 года.
С 2003 по 2005 год возглавлял отряд в Колледже тактического командования, с 2005 по 2006 год был командиром оперативного отдела (ивр. קצין אג"ם‎) территориальной дивизии Иудеи и Самарии, а с 2006 по 2007 год командовал отделением информационных систем в Управлении информационных технологий и коммуникаций Генштаба Армии обороны Израиля.
14 мая 2007 года получил звание полковника (алуф-мишне) и был назначен на должность командира территориальной бригады «Эфраим», ответственной за западную часть Самарии, включая города Тулькарм и Калькилия. Исполнял эту должность до 22 ноября 2009 года. С 2009 по 2010 год командовал резервной воздушно-десантной бригадой «Ход ха-Ханит», параллельно управляя курсом «ПУМ-Барак» в Колледже полевого и штабного командного состава.
В начале ноября 2010 года возглавил Офицерскую школу (1-ю учебную базу), исполнял эту должность до 14 июля 2013 года. Затем выехал на учёбу в Великобританию.
В сентябре 2014 года был повышен в звании до бригадного генерала (тат-алуф) и вступил в должность главы отдела кадров Командования сухопутными войсками (ивр. רחכ"א יבשה‎), находился на этой должности до августа 2017 года.
С 13 сентября 2017 года по 22 сентября 2019 года командовал территориальной дивизией Иудеи и Самарии, а с 2020 года по 12 декабря 2021 года был первым командиром учреждённого в Управлении планирования Генштаба отдела «Шилоах» (Отдела методик боевых действий и инновации), ответственного за разработку продвинутых методик боевых действий и продвижение технологической инновации армии.
16 января 2022 года Ниву было присвоено звание генерал-майора (алуф), а 19 января 2022 года он вступил на должность главы Управления информационных технологий, коммуникаций и кибернетической обороны Генерального штаба Армии обороны Израиля, сменив на посту генерал-майора Лиора Кармели.
28 октября 2024 года передал пост главы управления генерал-майору Авиаду Дагану накануне выхода в запас. В начале ноября 2024 года возглавил внутреннее расследование Армии обороны Израиля по проверке действий армии в ходе резни в кибуце Нахаль-Оз.

### Образование и личная жизнь
За время военной службы Нив получил степень бакалавра Университета имени Бар-Илана (в области логистики) и степень магистра Хайфского университета (в области национальной безопасности).
Женат на Хагит Нив, отец троих детей. Проживает в Кадиме в Центральном округе Израиля.

## Публикации
- Нив Э., Толедано Э., Амитай Й. «Чёрные лебеди» во Второй мировой войне: факторы внезапности на поле боя (иврит) = ברבורים שחורים במלחמת העולם השנייה: הגורמים להפתעות בשדה הקרב // Маарахот. — 2011. — Vol. 437. — P. 42—51. Архивировано из оригинала 16 декабря 2021 года.
- Нив Э. «Засада из будущего» — о трансформативном строительстве силы (иврит) = מארב מהעתיד — על בניין כוח טרנספורמטיבי // Бейн ха-Ктавим. — 2020. — Vol. 28—30. — P. 271—283. Архивировано 7 сентября 2022 года.